# Albert Gougis
Pour les articles homonymes, voir Gougis.

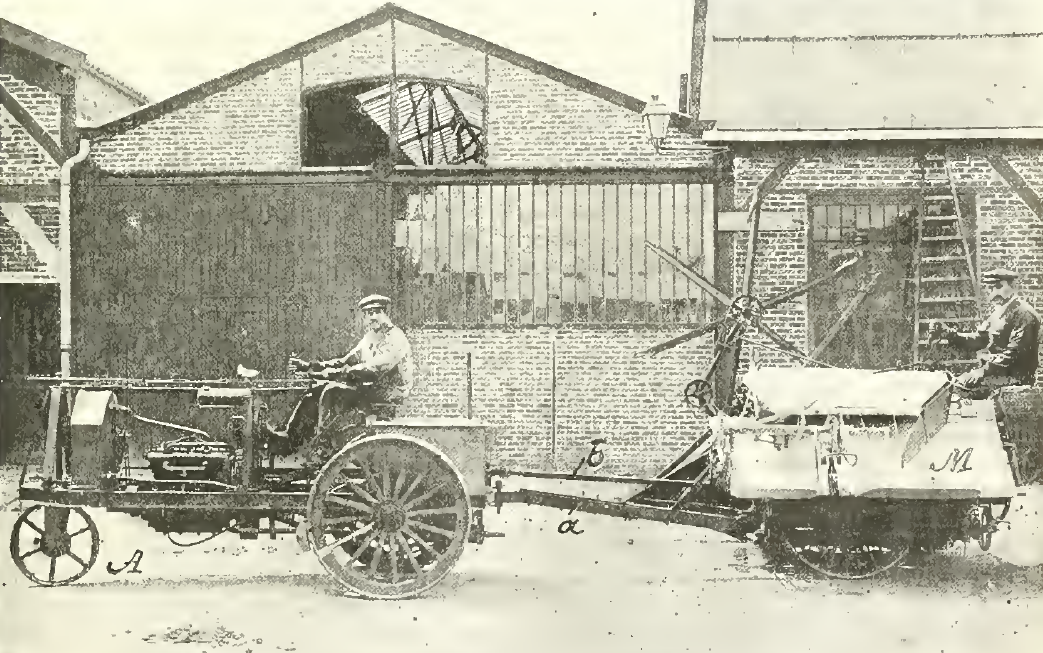
Le tracteur que Gougis a présenté en 1907.

Albert Gougis est un fermier et professeur de faculté français. Il a développé le premier tracteur avec une prise de force permettant d'entraîner des outils comme les faucheuses, les moissonneuses, et autres, avec le moteur du tracteur.   

## Biographie
Gougis dirige la société A. Gougis Fils à Auneau dans le département d’Eure-et-Loir en région Centre-Val de Loire. Il reprend la société de son père en 1875. Leurs principaux produits sont des machines agricoles, semoirs et épandeurs d’engrais.  

## Invention
À l'époque les machines agricoles sont tirées par des chevaux ; la puissance motrice de la barre de coupe, du rabatteur, etc. est fournie par une « roue motrice », d'un diamètre d'environ 90 cm. 
Le fonctionnement est mauvais sur sol humide. Dans l'herbe épaisse ou dans les champs denses, la barre de coupe fonctionne trop lentement, les machines restent souvent bloquées. Bien que les tracteurs ne soient pas encore répandus dans l’agriculture, le problème est le même, qu’elles soient tirées par des chevaux ou par un tracteur. 
Monter un moteur séparé sur les machines de récolte aurait pu être une solution, mais les moteurs ne sont pas non plus très répandus à l'époque. Pour plusieurs machines, il est trop coûteux d'avoir des moteurs séparés, et le déplacement d'un seul moteur entre les machines peu pratique.
Gogis construit en 1905 un tracteur à partir de pièces de voiture et commence à faire fonctionner les machines de récolte directement à partir du moteur  du tracteur via un arbre à cardan. Le tracteur remplace à la fois les chevaux et un éventuel moteur séparé. 
Il poursuit ses expériences et, en 1907, il monte un prototype qui devient le premier tracteur au monde doté d'une prise de force,,.
Auparavant, la poulie était le seul moyen de faire fonctionner des machines externes à l'aide du moteur du tracteur. La prise de force sur le tracteur Gougis est un arbre à l'arrière du tracteur comme sur les tracteurs modernes. Contrairement à une poulie, la prise de force peut être utilisée lorsque le tracteur et l'outil sont en mouvement. 
La vitesse de l'arbre de prise de force est proportionnelle à la vitesse du moteur ; elle peut être engagée ou désengagée, que le tracteur soit en mouvement ou non, ce qui est utile pour faire fonctionner une faucheuse dans de l'herbe épaisse ou une moissonneuse dans un champ épais.
Le tracteur de Gougis est équipé d'un moteur à essence 4 cylindres d'une puissance de 10 à 12 ch à 1200 tr/min.  Il possède une transmission par chaîne pour les roues arrière d'un diamètre de 1 m pour une largeur de 23 cm, deux vitesses avant de 4 et 8 km/h et une vitesse arrière. Il n'a qu'une seule roue avant, d'un diamètre de 57 cm et d'une largeur de 15 cm. Le tracteur pèse 1500 kg, a une longueur de 3,3 m, une largeur de 1,67 m et une hauteur de 1,5 m.  
Gougis construit un nouveau tracteur en 1908. Ses démonstrations attirent l'attention mais son tracteur n'est pas un succès commercial. L’un des tracteurs est utilisé pour des démonstrations à l’Institut National Agronomique.  
À partir de 1908, Gougis se concentre sur la production de semoirs et d'épandeurs d'engrais.  
En 1919, l'International Harvester commence à expérimenter avec des International 8-16 équipés d'une prise de force, et en 1921, la prise de force est disponible sur commande spéciale pour le modèle 15-30.  
La prise de force fait partie intégrante de la conception du tracteur Farmall « Regular » de 1924.
En 1962, la société fusionne avec le concurrent Nodet, sous le nom de Nodet Gougis.